# ヒップホップ音楽の歴史
ヒップホップ音楽の歴史（ヒップホップおんがくのれきし）、またはラップの歴史は、1970年代末から21世紀までのヒップホップの歴史について記述する。
ヒップホップには4要素（DJ、ブレイクダンス、グラフィティ、ラップ）があるとされている。この4要素にスクラッチを加える場合もある。ヒップホップは大都市ニューヨークで誕生し、世界へと拡散していった。

## 概要
ヒップホップ音楽のルーツには、ラスト・ポエッツ、ギル・スコット=ヘロン といった、1960年代からのポエトリー・リーディングのミュージシャン、街中でよく聞かれたダズンズなどの言葉遊びや、ジャマイカのトースティングからの影響などがあげられる。ジャマイカ出身のDJクール・ハークにより、DJ、トースティングが東海岸に伝えられていた。スクラッチの手法は1970年代後半に、グランドウィザード・セオドア(Grandwizard Theodore)によって発明され、グランドマスター・フラッシュの「Adventures on the Wheels of Steel」で登場した。DJクールハーク、グランドマスター・フラッシュ、アフリカ・バンバータ。はサウス・ブロンクスのブロック・パーティーに初期から参加していた。バンバータはインクレディブル・ボンゴ・バンドの「アパッチ」が、アメリカ国歌のように演奏されていたと証言している。

## 歴史：1970年代

### オールドスクール (1979 - 1983ごろ)
オールドスクール・ヒップホップは、1970年代のニューヨークで、クール・ハークなどのブレイクビーツをプレイするDJの出現とともに始まった。オールドスクールの時代のDJやラッパーは、ディスコミュージック、ソウル、ファンクの音源を使用した。ラップのライムの内容は、ほとんどがパーティや、地元ニューヨークに関する話題が中心だったが、グランドマスター・フラッシュ&ザ・フュリアス・ファイブの「The Message」(1982)は例外で、そのメッセージ性は後のラップに大きな影響を与えた。
最初のラップ曲は、1979年のファットバック・バンドの「キング・ティム III (Personality Jock)」と、シュガーヒル・ギャングの「ラッパーズ・ディライト」 とされている。ブロンクスのグランドマスター・フラッシュやバンバータらからは局外者と見做されたが、「ラッパーズ・ディライト」はビルボードのトップ40に入った。その後続いて、カーティス・ブロウやグランドマスター・フラッシュ&ザ・フューリアス・ファイブらの曲がリリースされた。「ザ・メッセージ」はニューヨーク周辺だけで約50万枚のヒットを記録したといわれている。
1970年代、多くの黒人専門ラジオ局はディスコ中心の選曲に切り替えたが、アフリカ系アメリカ人コミュニティの中にはディスコに対する揺り戻しもあった。アフリカ・バンバータによると、ブロンクスのヒップホップは、ラジオ局でプレイされるディスコに反対する運動としての側面があったという。ブロンクスのディスコ「クラブ371」ではDJハリウッドがレコードをプレイしており、ハリウッドのミックスや言葉遊びに魅了されたのが、ハーレムのカーティス・ブロウやブロンクスのグランドマスター・フラッシュらだった

### ミドル・スクール (1984 – 1986)
オールド・スクールが若い黒人に飽きられた1980年代半ばには、UTFO、LLクールJ、Run-D.M.C.、フーディニらが登場した。彼らは、日本では「ミドル・スクール」と呼ばれることもあった。当時のヒット曲にはUTFO「ロクサーヌ、ロクサーヌ」などがある。1984年、デフ・ジャムレコーディングスは、Run-D.M.C.のジョセフ・シモンズの兄弟、ラッセル・シモンズによって創設された。デフ・ジャムは、エンジョイやシュガーヒル・レコードの後継的なラップ・レーベルだった。Run-D.M.C.が、ハードロックバンドのエアロスミスとコラボレーションした曲「Walk This Way」(1986) は、ロックとヒップホップの融合の一例である。この曲はMTVでヘビーローテーションとなり、ビルボードのトップ5に入った最初のヒップホップの楽曲となった。

### ニュー・スクール

#### 東海岸
1989年にはデ・ラ・ソウル、ビッグ・ダディ・ケイン、ジャングル・ブラザーズ、スリック・リックらの曲がソウル・チャートや黒人ラジオでヒットし、ラップはそのピークを迎えた。デラ・ソウルらのラップは「ニュー・スクール」と名付けられた。またNWAらのギャングスタ・ラップも、アルバム・チャートでビッグ・セールスを記録した。1980年代後半には、エリックB&ラキームほかによって、ヒップホップ界でサンプリングが多用されるようになった。デフジャムはパブリック・エネミー、LL・クール・J、スリック・リック、EPMD、ナイス&スムーズを擁し、レーベルとして全盛期を迎えた。1980年代後半のEPMDやエリック・B&ラキムは、激しいドラムとリリックを信条とした。
この時代のヒップホップには、黒人の誇り、団結、自覚を促すサークルも見られ、黒人コミュニティに影響を与えた。1987年、パブリック・エネミーの「Yo! Bum Rush the Show」、続いて1988年、ブギー・ダウン・プロダクションズの「By All Means Necessary」がリリースされたが、どちらも政治的なメッセージの強い作品だった。KRS-ワン(ブギー・ダウン・プロダクションズ)によって、アフロアメリカン・コミュニティの暴力を終わらせようという運動も開始された。
ネイティヴ・タン一派は、1980年代末から1990年代初頭にかけて、デ・ラ・ソウル、ジャングル・ブラザーズ、ア・トライブ・コールド・クエストを中心に、クイーン・ラティファ、モニー・ラヴ、ブラック・シープ、ビートナッツといったアーティストへと引き継がれた、ゆるい集合体だった。一部のグループはアフリカ回帰思想を含んだリリックをラップし、ジャズなど多様な音楽に広がるサンプリング・センスが特徴的で、そのメッセージは、同様の主張を持つアーティストとともに「コンシャス・ヒップホップ」として一つの流れを形成した。「コンシャス・ヒップホップ」のルーツはグランドマスター・フラッシュ&ザ・フュリアス・ファイブの「The Message」のリリックを引き継いだものだった。
政治色の強いラップは当時のニューヨークにおいて大きな流れの一つではあったが、その一方でマーリー・マールのコールド・チリン・レコードが輩出したビッグ・ダディ・ケイン、クール・G・ラップ、ビズ・マーキーらのジュース・クルーに見られるようなラップも存在し、ニューヨークのシーンには多様性があった。またスクーリーDは、東部のギャングスタ・ラップのルーツとなった。トーン・ロック、ヤングMC、MCハマー といったラッパー達はポップ・ラップでヒットを放った。

#### 西海岸
西海岸ではアイスTが「アイム・ユア・プッシャー」 でソウル・ヒットを放った。アイスTのラップは、ギャングスタ・ラップのルーツといわれ、彼のアルバム「パワー」(1987)はアルバム・チャートでヒットした。N.W.A.はアルバム「Straight Outta Compton」(1988)で一躍脚光を浴びたが、当初はギャングが犯罪を美化したラップというネガティヴな評価が多かった。しかし、このアルバムは白人支配のアメリカにおける、ゲットー生活の厳しさをラップしたアルバムだった。

## 1990年代以降
セカンドアルバム『Niggaz4Life』もヒットし、ギャングスタラップのスターになったNWAに続くグループやソロ・アーティストも現れた。ギャングスタラップは、ヒップホップが若者向けの音楽で主流になる上でも重要な役割を果たした。Eazy-Eのアルバム『Eazy-Duz-It』など、Gラップはヒットアルバムを連発した。その結果、ギャングスタラップは、以前はゲットーの状況に気づかなかった白人に、政治的および社会的メッセージを広めた。。N.W.A.からソロデビューしたドクター・ドレーは1991年、シュグ・ナイトと共同でデス・ロウ・レコーズを設立した。同年2パックもインタースコープ・レコードから『2パカリプス・ナウ』を発表しデビュー。ドレーが1992年に発表した『The Chronic』は、その後のギャングスタ・ラップを主流に押し上げた画期的なアルバムとなった。『The Chronic』やウォーレン・Gが1994年に発表した『Regulate... G Funk Era』などはGファンクと呼ばれ、1970年代のPファンク（パーラメントとファンカデリック）などのサンプリングと、スロー、ミディアムのライムが特徴だった。カラーギャング出身のDJクィックもブラッズのテーマカラーである赤を取り入れたファッションで人気を博した。他にアバーブ・ザ・ロウ、MCエイトのコンプトンズ・モスト・ウォンテッドらが人気となった。Gファンクのサウンドはソウルフル、リリックは反抗的で、若いファンの間で大流行した。西のヒップホップは巨大化し、シーンを牽引した。 スヌープ・ドギー・ドッグは1993年にデス・ロウから『Doggystyle』をリリースしてヒットを記録した。ヒップホップ音楽は後に、より幅広い人口統計にアピールしているが、メディア評論家は社会的および政治的に意識のあるヒップホップは、主流のアメリカによってほとんど無視されてきたと主張している。アイス・キューブも「AmeriKKKa's Most Wanted」と「Death Certificate」の2枚のアルバムで、政治的な内容を歌った。元デジタル・アンダーグラウンドの2パックは、アフロアメリカンの若者が抱えていた問題をライムにして、西海岸ハードコアの一翼を担った。
サンフランシスコ・ベイエリアではトラックはファンクを基本に、シンセサイザーやドラム・マシーンを使用していた。後のカリフォルニア州でのGファンクの源流とも言える。「ザ・ゲットー」を発表したトゥー・ショートやアント・バンクス、スパイス1など、多くのベイエリアのアーティストが活躍した。チカーノラップと呼ばれるジャンルも登場した。キッド・フロスト、メロウ・マン・エースらはこのジャンルのパイオニア的存在で、サイプレス・ヒルのヒットも注目を集めた。ギャングスタ・ラップ、Gファンクと同時期に、彼らは英語とスペイン語でチカーノの現実をリリックにした。ベイエリアのE-40、トゥー・ショート、アント・バンクス、スパイス1らは、ピンプ、マック、女性、ドラッグ・ディーラーなどについてラップし、ソウル・アルバム・チャートでヒットを出した。

### 東海岸の逆襲
1990年代、アメリカ東海岸のラップは、リリック、サウンドともに激しいものになった。EPMDは1990年代初頭にニュージャージー出身のレッドマンを含むデフ・スクワッドを集め、さらにハードコアヒップホップ路線を押しすすめた。
ニューヨーク市やフィラデルフィア出身のラッパーが次々とアルバムをリリースした。1993年にはウータン・クランの『Enter the Wu-Tang (36 Chambers)』、オニクスの『Bacdafucup』が、1994年にはナズの『Illmatic』とノトーリアス・B.I.G.（ビギー）の『Ready to Die』が発表された。1995年にはモブ・ディープの『The Infamous』、レイクウォンの「『Only Built 4 Cuban Linx』がリリースされ、再びシーンの注目はニューヨークへと向いた。ナズにはラキムの影響、ビギーにはショーン・コムズが取り入れた西海岸のギャングスタ・ラップの影響が見られた。
1994年頃を境にして、ウータン・クランからは、レイクウォン、ゴーストフェイス・キラー、オール・ダーティ・バスタード、メソッド・マン、GZA等、次々とラップ・スターが生まれた。彼らのリリックの内容は、銃、麻薬、セックスをテーマにする傾向が強まった。

### 東西の対立
ニューヨークのシーンが再浮上したことは、東海岸と西海岸、そしてそれぞれの主要なレーベル同士の対立を生み出した。グループの対立関係は、後に個人的な対立関係へと変わり、惨事へと発展した。ノトーリアス・B.I.G.は、「Who Shot Ya」を1995年後半にリリース。トゥパックよりもシュグ・ナイトがバッド・ボーイと対立していたことが、悲劇の原因となった。ただ、トゥパックのラップの過激な内容は、対立をあおってしまった側面がある。当時のメディアはラップの東西戦争と報道した。1996年3月にマイアミで行われたソウル・トレイン・アワードの授賞式では、両レーベルの取り巻きが、銃をぶら下げて対峙するという事態を招いた。そして1996年9月7日、トゥーパック・シャクールはラスベガスで数回撃たれ、数日後の9月13日の金曜日に死亡した。1997年3月9日には、ノトーリアス・B.I.G.がロサンゼルスで射殺された。両方の事件は未解決で、多くの噂が広まった。
トゥーパックの死後、多くの目立ったアーティストはデス・ロウを去り、シュグ・ナイトは刑務所に入り、西海岸ラップの勢いはやや弱まった。かつての西海岸の象徴だったスヌープ・ドッグは南部のレーベル（ノー・リミット）と契約した。ドクター・ドレーは自身のレーベル、アフターマス・エンターテインメントを創設し、東海岸出身のナズやファームといったアーティストとの仕事を始めた。ドレーはMTVのビデオアウォーズの授賞式で、「ギャングスタ・ラップは死んだ」と発言した。2パックの死後もマキャベリ名義で、ヒット作が発表された。
パフ・ダディの成功によって、ヒップホップのサウンドはストリート賛歌から、より踊りやすいクラブ向けのパーティ・ラップへ移行することを主張していた。これは他のラッパーにとって、売り上げの増加へと結びついた。

### 黎明期
デス・ロウの崩壊後、Gファンクの人気は下降した。ショッキングな銃撃事件によって、有力なラッパーを何人も失なったこともあり、勢力分布は変化した。1990年代初頭には、ヒップホップは他のジャンルの音楽と融合し、ヒップホップ・ソウルを生んだ。1990年代後半までには、南部はヒップホップの中心地域になり、それは21世紀まで続いている。アウトキャスト、グッディ・モブ他アトランタを拠点にしたラッパーも商業的に成功した。
1998年のビッグ・パン（ビッグ・パニッシャー）が登場した。2000年に肥満で死ぬ前に、ビッグ・パンは仕掛けなし、スキルのみでラップ・ファンの注目を集めた。その年、DMXがデビュー作『It's Dark and Hell Is Hot』をリリース。パフ・ダディやジェイ-Zのような、ライフスタイル志向のラップでヒットした。
1999年、ドクター・ドレーは、シングル『Forgot About Dre』でエミネムをフィーチャーしてチャートの上位に登った。続いて、エミネムのデビュー作『The Slim Shady LP』は、多くの郊外在住の白人の若年層の共感を得て、100万枚を売り上げた。続くアルバムも大ヒットし、マイノリティに支配されていたシーンには白人のファンが入ってきた。エミネムはポップカルチャーのアイコンとなり、2002年にアカデミー賞を受賞する。
コモン（元コモンセンス）、トゥイスタ、カニエ・ウェストらは、シカゴのラップ・シーンに注目を集めることに成功した。2005年、ザ・ゲームがデビューすると、再び西海岸、特にベイエリアにスポットライトが当てられた。
リル・ジョン&ザ・イーストサイド・ボーイズ、スリー6マフィア、8ボール&MJG、ヤングブラッズなど彼らに続く、クランク系のグループが多く輩出されている。
2000年代に入ると、テキサス州ヒューストンから、リル・フリップ、スリム・サグ、マイク・ジョーンズ、カミリオネア、ポール・ウォールなど若手の実力派ラッパーが登場し、テキサス州出身でミズーリ州セントルイス育ちのネリーのデビューアルバム『カントリー・グラマー』が注目された。2010年代以降は、ケンドリック・ラマー、ドレイク、チャイルディッシュ・ガンビーノ、カーディ・Bらが活躍した。